# Загужани (Свентокшиське воєводство)
Загужани (пол. Zagórzany) — село в Польщі, у гміні Солець-Здруй Буського повіту Свентокшиського воєводства.
Населення — 78 осіб (2011).
У 1975-1998 роках село належало до Келецького воєводства.

## Демографія
Демографічна структура на день 31 березня 2011 року:
|          | Загалом | Допрацездатний вік | Працездатний вік | Постпрацездатний вік |
| -------- | ------- | ------------------ | ---------------- | -------------------- |
| Чоловіки | 38      | 4                  | 26               | 8                    |
| Жінки    | 40      | 4                  | 23               | 13                   |
| Разом    | 78      | 8                  | 49               | 21                   |